# C-32 (航空機)
C-32
C-32A
- 用途：要人輸送機
- 分類：輸送機（旅客機）
- 製造者：ボーイング社
- 運用者： アメリカ合衆国（アメリカ空軍）
- 初飛行：1983年1月1日（ボーイング757）
- 生産数：6機
- 運用開始：1998年6月
- 運用状況：運用中

C-32はアメリカ空軍が運用している要人輸送機。ボーイング757の軍用機版であり、6機が製造された。このうちC-32Aは、主にアメリカ合衆国副大統領の搭乗機（エアフォースツー）としてのほか、ファーストレディや大統領顧問団、議会関係者の輸送にも用いられる。
VC-25（ボーイング747）が乗り入れ出来ない空港への輸送の際や、2機のうち片方が整備中の時に、VC-25に代わり大統領輸送任務（エアフォースワン）に用いられたこともある（後者の場合は本務機はVC-25で、C-32はバックアップ機として運用される）。

## 概要
C-32Aは、老朽化したVC-137の後継機として、すでにベストセラー旅客機となっていたボーイング757-200を要人輸送機として導入したものである。1996年にVC-Xとして、プロポーザル提案が実施され、購入契約は1996年8月に結ばれた。配備開始は、1998年6月である。機体には後に、民間のボーイング757と同様のウィングレット改修が加えられている。4機が導入され、アンドルーズ空軍基地の第89空輸航空団に配備されている。
機体自身は商用機であるが、内装は軍用・VIP輸送用に改修されている。機体前部には通信室やギャレー、10席のビジネス・シートがある。その後方はベッドや洗面所も用意された特別席区画となっている。さらにスタッフ用の8席のビジネス・シートがあり、最後方は32席のビジネス・シートや洗面所などとなっている。
C-32はVC-137と比較し、燃費が倍以上良くなり、41.7tの燃料を搭載した場合、10,000kmを飛行でき、VC-137の場合よりも短い長さ1,500mの滑走路で運用できる。空中衝突防止装置や対地接近警報装置の搭載により安全性も向上している。
このほか、C-32Bが緊急時対処要員 (Foreign Emergency Support Team) 輸送用に2機導入されている。こちらにはウィングレット改修はされておらずエンジンはC-32がP&W PW2040であるのに対し、C-32Bはロールス・ロイス社製のロールス・ロイス RB211である。

## 要目（C-32A）
- 全長：47.32m
- 全幅：37.99m
- 全高：11.02m
- 最大離陸重量：115.7t
- 乗員：16名（任務により異なる）
- 乗客：45名
- エンジン：P&W PW2040 ターボファン 2基（推力 184kN）
- 最大速度：850km/h
- 航続距離：10,200km
- 実用上昇限度：12,700m